# Abraham Lincoln (capitaine)
Pour les articles homonymes, voir Abraham Lincoln (homonymie) et Lincoln.
Le capitaine Abraham Lincoln (13 mai 1744 - mai 1786) était le grand-père du président américain Abraham Lincoln. Lincoln était un capitaine de milice pendant la révolution américaine, et un pionnier du Kentucky.

## Origine
Le capitaine Abraham Lincoln est un descendant de Samuel Lincoln (1622-1690), qui naquit à Hingham, Norfolk, en Angleterre, et qui, comme apprenti chez un tisserand, émigra dans la Colonie de la baie du Massachusetts en 1637. John Lincoln, le père d'Abraham (1716-1788) naquit dans le comté de Monmouth dans la province du New Jersey, et grandit dans la vallée de la rivière Schuylkill dans la province de Pennsylvanie. Typique de sa classe, John Lincoln apprit un métier, dans son cas le tissage, à pratiquer aux côtés de l'agriculture de subsistance nécessaire dans la société coloniale de la frontière. La ferme Lincoln à Heister Creek, dans ce qui est maintenant Exeter Township, comté de Berks, fut laissée aux demi-frères de John, les enfants du second mariage de son père. En 1743, John Lincoln épousa Rebecca Morris (1720-1806), fille d'Enoch Flowers de Caernarvon, dans la comté de Lancaster, en Pennsylvanie. Rebecca était la veuve de James Morris et la mère d'un jeune fils, Jonathan Morris.
Abraham Lincoln naquit le 13 mai 1744 dans ce qui est maintenant le comté de Berks, en Pennsylvanie. Abraham était le premier enfant né du colonel John Lincoln, Sr. (1716-1788) et de Rebecca Flowers (1720-1806), qui eurent neuf enfants en tout : Abraham né en 1744, les jumelles Hannah et Lydia nées en 1748, Isaac né en 1750, Jacob né en 1751, John, Jr. né en 1755, Sarah née en 1757, Thomas né en 1761, et Rebecca née en 1767.

## Biographie
En 1768, son père John acheta des terres dans la vallée de Shenandoah, dans la colonie de Virginie. Il s'installa avec sa famille sur un lotissement de 600 acres (2,4 km2) à Linville Creek dans le comté d'Augusta (aujourd'hui comté de Rockingham). En 1773, John et Rebecca Lincoln divisa leur lotissement avec leurs deux fils aînés, Abraham et Isaac. 
Abraham Lincoln épousa Mary Shipley en 1772 et ils déménagèrent dans le Kentucky en 1782. Sa deuxième épouse était Bethsabée Herring (c. 1742-1836), une fille d'Alexandre Herring (c. 1708-1778) et de son épouse Abigail Harrison (c. 1710 - c. 1780) de Linville Creek. Ils eurent cinq enfants : Mardochée né vers 1771, Josiah né vers 1773, Marie née vers 1775, Thomas né en 1778, et Nancy née en 1780.
Au cours de la guerre d'indépendance américaine, Abraham servit en tant que capitaine de la milice du comté d'Augusta, et servit comme capitaine pour l'organisation de la milice du comté de Rockingham en 1778. Il était à la tête de soixante de ses voisins, prêt à être appelé par le gouverneur de la Virginie et marcher en cas de besoin. La compagnie du capitaine de Lincoln servit sous le général Lachlan McIntosh pendant l'automne et l'hiver de 1778, en aidant à la construction du fort McIntosh en Pennsylvanie et du fort Laurens en Ohio.